# 天阴增一
天阴增一，即白羊座54（54 Ari, 54 Arietis），是一颗位于白羊座的恒星，距离地球约600光年，视星等为6.26。